# Quint Aureli Símmac
Quint Aureli Memmi Símmac (mort el 526) va ser un aristòcrata romà del segle VI, historiador i partidari del cristianisme de Nicea. Va ser un mecenes de l'aprenentatge secular i va esdevenir cònsol l'any 485. Va donar suport al papa Símmac durant el cisma sobre l'elecció d'aquest papa, i va ser executat amb el seu gendre Boeci després de ser acusat de traïció.

## Biografia
Pertanyia a la gens Símmac, una de les famílies senatorials més riques i influents de la Roma tardana. El seu pare, Quint Aureli Símmac, havia estat cònsol el 446. Memmi Símmac va tenir tres filles (Rusticiana, Galla i Proba) i va adoptar el jove Anici Manli Severí Boeci quan va morir el seu pare. Més tard Boeci es va casar amb Rusticiana, i la parella va tenir dos fills, Símmac i Boeci, tots dos cònsols el 522. Entre els càrrecs civils que va ocupar destaca el seu nomenament com a cònsol únic durant l'any 485, convertint-se en el tercer membre conegut de la seva família que ocupava aquest càrrec.
Tot i que Símmac era el cap d'una família amb una llarga connexió amb la tradició pagana, el seu avi Quint Aureli Símmac va pronunciar un famós discurs instant la devolució de l'Altar de la Victòria a la Cambra del Senat romà, ell era un fervent cristià. Un home interessat tant en les disputes teològiques com, més prosaicament, en les lluites pel control del Papa. Durant i després de la controvertida elecció del papa Símmac, ell i Anici Probe Faust Níger van ser els dos únics senadors que se sap que van donar suport al papa contra el seu rival més popular, Laurenci.
Símmac, fervent defensor de la cultura romana antiga, va escriure una història romana en set volums, obra perduda excepte per una secció citada per Jordanes a la seva Getica. La riquesa de Símmac li va permetre convertir-se en mecenes. Va participar en la publicació dels Commentarii in Somnium Scipionis de Macrobi i fins i tot hi ha una còpia de l'obra corregida per la seva mà.
En general, Símmac va mantenir bones relacions amb els nous governants d'Itàlia, tant Odoacre com Teodoric el Gran, que van fer que fos praefectus urbi entre el 476 i el 491, cònsol el 485, patrici el 510, i fins i tot va arribar al rang influent de caput senatus (president del Senat). La seva visita a Constantinoble, després de la qual Priscià li va dedicar alguns poemes, probablement va ser en nom del rei Teodoric. Tanmateix, Símmac va contradir el rei ostrogot, que el va condemnar a mort per traïció el 526, un any després de l'execució de Boeci.